# トワイライト神戸号

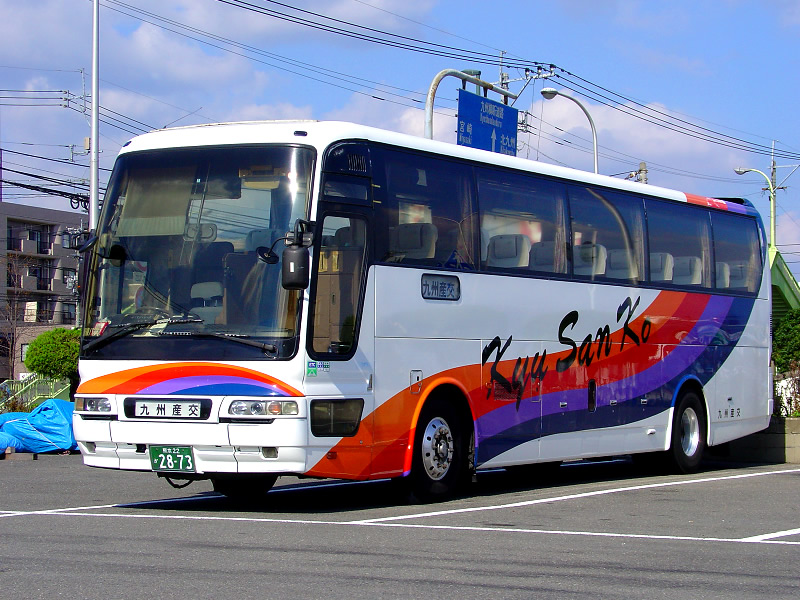
トワイライト神戸号を運行していた九州産交バス

トワイライト神戸号（トワイライトこうべごう） は、かつて鹿児島県・熊本県と兵庫県を結んでいた夜行高速バスである。
兵庫県尼崎市 - 鹿児島県鹿児島市間を結ぶ路線でありながら、熊本県の事業者である九州産交バスが全便を運行していたが、 2010年11月30日をもって運行休止となった。
一時期は九州産業交通（当時）とともに鹿児島交通（のちの南九州バスネットワーク）・阪神電気鉄道（当時）を含めた3社による共同運行が行われていた時代があり、愛称も「トワイライト神戸」（九州産交）、「トロピカルライナー」（鹿児島交通）、「サラダエクスプレス」（阪神電鉄）と運行会社ごとに異なっていた（なお、九州産交以外はそれぞれの会社における他の路線と共通の愛称を使用していた）。
また、本記事ではトワイライト神戸号と同じ日において運行開始し、一時期同じく熊本 - 神戸間を結んでいた熊本電気鉄道・山陽電気鉄道（当時）運行の夜行高速バスであるユウヅル号・レッツ号についても記述する。
尚、トワイライト神戸号の休止により熊本 - 神戸間を結ぶ夜行バスはなくなり（2011年4月1日からサンライズ号神戸乗り入れにより、熊本 - 神戸間を結ぶ夜行バス自体は復活）、1990年にユウヅル号とのダブルトラックによる運行開始から約20年間の歴史に幕が下ろされた。

## 沿革
- 1990年（平成2年）

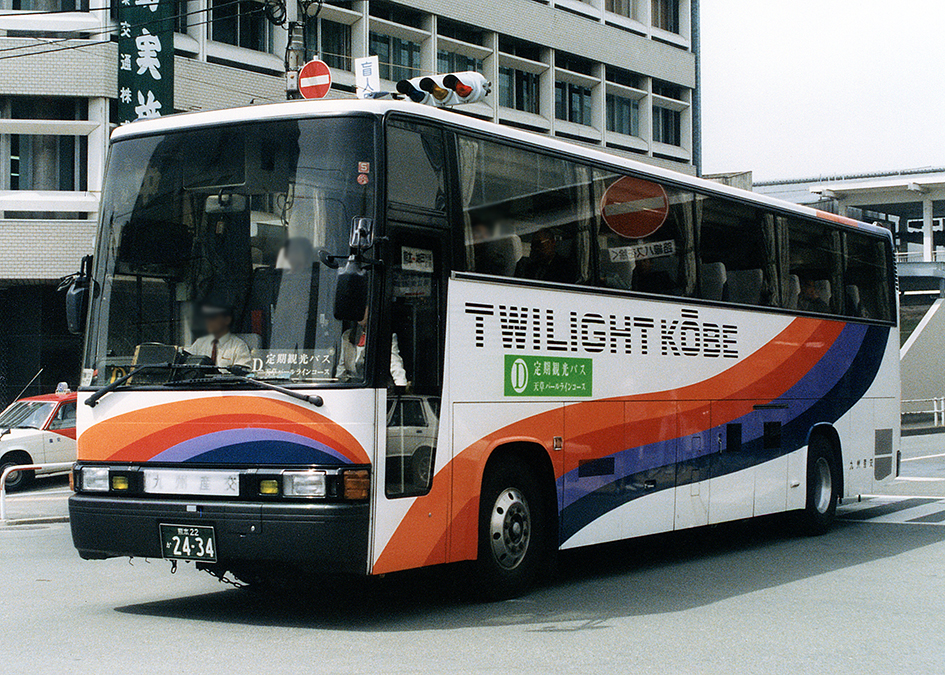
運行開始当初のトワイライト神戸号
九州産交便（1992年撮影）
撮影時は定期観光バスとして間合い運用中

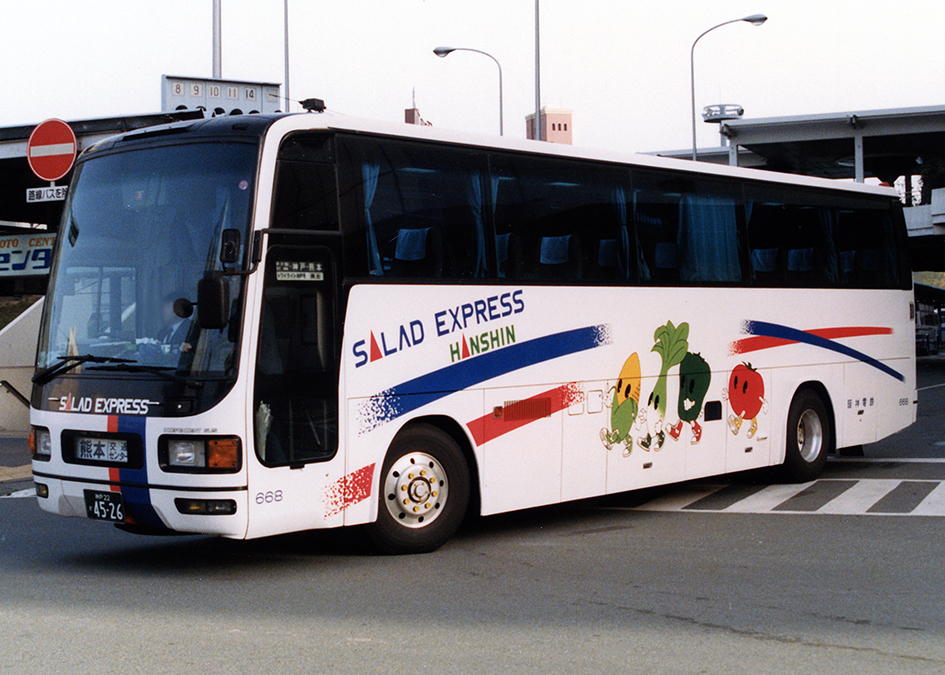
かつて共同運行していた阪神電気鉄道 サラダエクスプレス
（トワイライト神戸号 1992年）

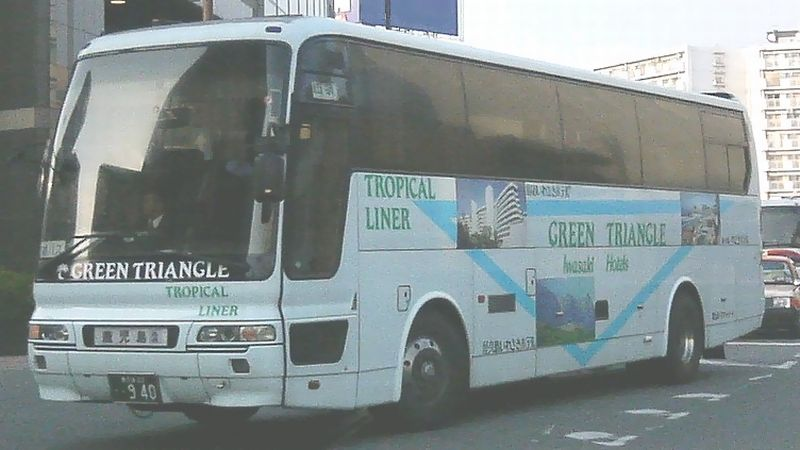
一時期は南九州バスネットワークも共同運行していた
（撮影時は桜島号にて使用中）

  - 6月8日：阪神電気鉄道・九州産業交通の共同運行により尼崎・神戸～熊本線＜トワイライト神戸号＞と、熊本電気鉄道・山陽電気鉄道の共同運行において神戸・姫路～熊本線＜ユウヅル号・レッツ号＞が同日に開業。
  - 9月14日：阪神電気鉄道・鹿児島交通の共同運行により尼崎・神戸～鹿児島線が開業[1]。
- 1992年（平成4年）5月29日：尼崎・神戸～熊本線、熊本側の発着地を八代まで延伸（熊本交通センター～八代間国道3号線経由。八代地区停車箇所は、八代産交・八代市役所前・八代駅前・小川四つ角・松橋産交の5箇所）[2]。
- 1994年（平成6年）12月1日：尼崎・神戸～熊本線と尼崎・神戸～鹿児島線の両路線が統合し、尼崎・神戸～熊本・鹿児島の路線となる（阪神電鉄・九州産交・鹿児島交通の3社による共同運行、熊本IC～熊本交通センター～御船IC経由。新設停留所として八代ICと人吉クラフトパーク。「トワイライト神戸号」がこれまで停車していた八代地区5箇所の停留所は八代IC1箇所に統合され廃止）。
- 1995年（平成7年）7月27日：九州自動車道人吉 - えびの間開通に伴い、尼崎・神戸～熊本・鹿児島線の人吉市内の停車箇所を「人吉IC」に変更し、人吉クラフトパークでの乗降扱いを廃止。
- 1997年（平成9年）
  - 3月31日：熊本電気鉄道・山陽電気鉄道運行の神戸・姫路～熊本線（ユウヅル号・レッツ号）の運行を休止（翌年3月末において正式に廃止）。
  - 11月1日：阪神電鉄が運行から撤退（予約・発券業務のみ受付）。九州産交・鹿児島交通の2社による運行となる。
- 2004年（平成16年）4月1日：いわさきコーポレーション（2001年鹿児島交通から社名変更）担当分が同社から分社して発足した南九州バスネットワークへ移管。
- 2006年（平成18年）9月1日：南九州バスネットワークの会社解散に伴い、九州産交バス1社による運行へ変更。鹿児島の発券業務は林田バスが引き継ぐ。
- 2008年（平成20年）2月1日：林田バスの会社清算に伴い、同社が行っていた鹿児島の発券業務担当をいわさきバスネットワークが引き継ぐ。
- 2009年（平成21年）4月1日：鹿児島側の発着場所を鹿児島本港（高速船ターミナル）に変更。これに伴い、いづろ高速バスセンターにおいての発着は前日便を以って廃止。
- 2010年（平成22年）
  - 10月1日：利用客低下や飛行機の競合路線などを理由として、2010年11月30日をもって運行休止とすることを発表。[3]
  - 11月30日：同日出発便をもって運行終了、翌12月1日より運行休止。なお、関西と熊本県南部間の利便性低下を防ぐため、12月1日より京都・大阪 - 熊本を結んでいるサンライズ号と熊本 - 宮崎を結ぶなんぷう号（熊本交通センター - 新八代駅・人吉IC間のみ）との間で乗継割引を実施[4]。
- 2011年（平成23年）
  - 4月1日：サンライズ号が、三宮バスターミナル（ミント神戸）に乗り入れ開始。九州産交バスは、この乗り入れにより、かつての｢トワイライト神戸号｣利用者に応えることが出来るとしている[5]。
  - 5月12日：大阪 - 鹿児島を結ぶトロピカル号（近鉄バス）が三宮バスターミナルへ乗入れ。これにより神戸 - 鹿児島間の需要もカバーされる[6]。
- 2016年（平成28年）9月30日：近鉄バスが運行していたトロピカル号がこの日を以って休止。これにより、神戸 - 鹿児島間を結ぶ夜行高速バスは事実上消滅する事となる。

## トワイライト神戸号の詳細
以下は最末期における運行休止前（2010年11月30日）時点でのデータを記す

### 運行会社
- 九州産交バス
  - 担当：熊本営業所（現・高速営業所）[7]

### かつての運行経路・停車箇所
太字は停車停留所。九州地区内のみ及び兵庫県内のみの利用はできなかった。
阪神尼崎 - 阪神甲子園 - 神戸三宮 - （阪神高速道路・中国自動車道・山陽自動車道・関門橋・九州自動車道） - 植木IC - 武蔵ヶ丘 - 熊本IC - 松の本 - （国道57号東バイパス） - 熊本県庁前 - 熊本交通センター - （国道445号浜線バイパス）- 御船IC - （九州自動車道） - 八代IC - 人吉IC - 鹿児島空港南 - 鹿児島IC - 天文館 - 鹿児島中央駅前 - 鹿児島本港（高速船ターミナル）
- 神戸行きは九州道玉名PA、鹿児島行きは山陽道福石PAと九州道山江SAにて途中休憩していた（これ以外に、2箇所ほどのPA・SAに停車しているが、あくまで車両点検ならびに乗務員交代のための停車であり、乗客は車外へは出られない）。
- 熊本の運行会社である九州産交バス1社単独運行体制になって以降は、下り便（鹿児島行き）においては熊本交通センターにおいて乗務員交代・業務引継ぎがおこなわれ、これより先の熊本 - 鹿児島間は当日夜の上り便（神戸行き）担当乗務員が運行を担当していた。なお、1社単独運行体制になる以前ならびに車両都合時等における車両の送り込みには熊本 - 鹿児島線「きりしま号」の運用においておこなっていた。

### 使用車両ならびに車内設備

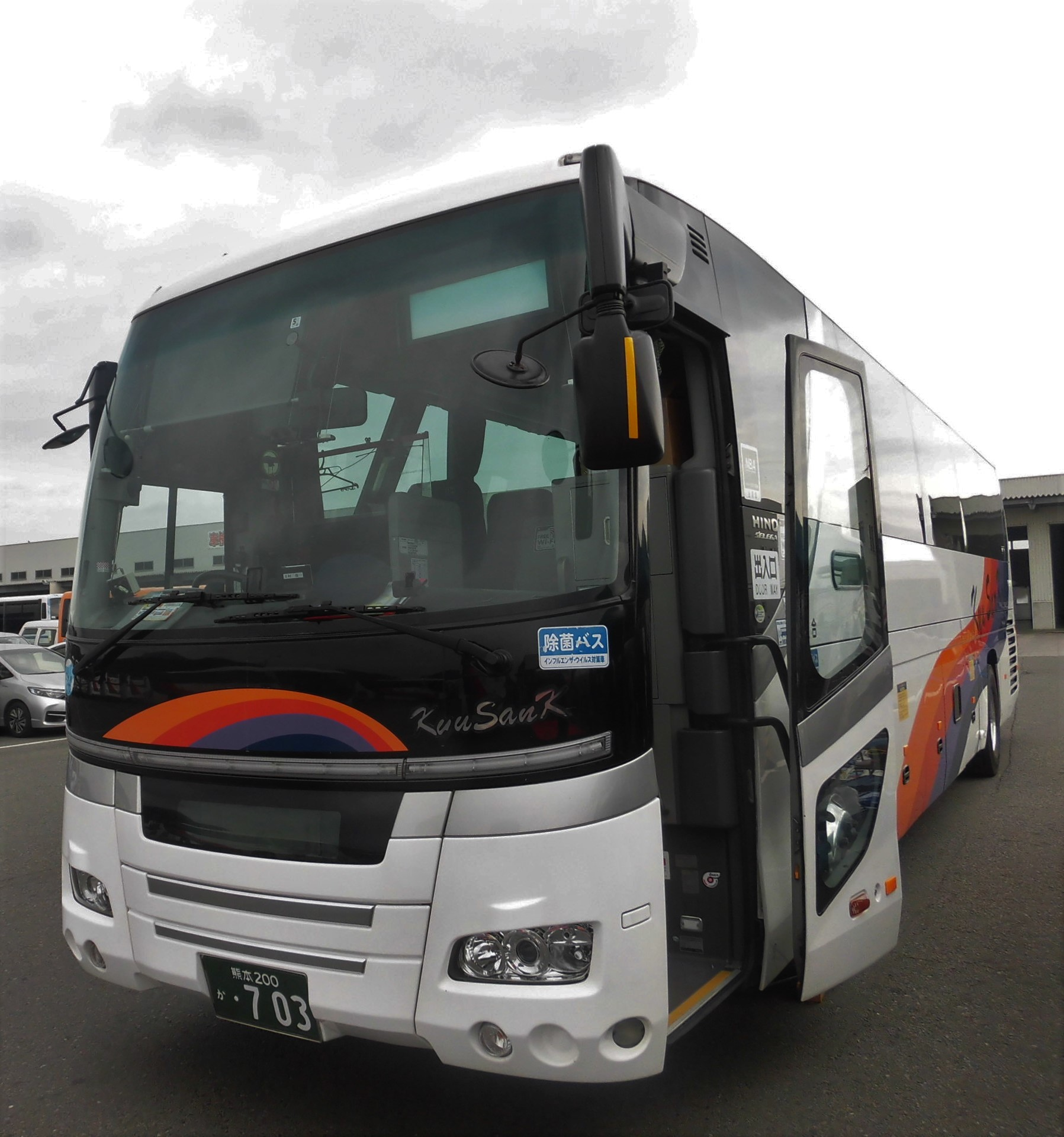
最末期に使用された車両
現在この車両はサンライズ号や不知火号を経て、なんぷう号・フェニックス号にて運用中

#### 車両
- 日野・セレガ
- 三菱ふそう・エアロクイーン

#### 車内設備
- 3列独立シート
- テレビ・ビデオ・ラジオ
- トイレ
- おしぼり・コーヒー・お茶
- 毛布・スリッパ

運行開始時から2000年代初旬頃までにおいてはこの他にマルチステレオ（音楽サービス）・車内公衆電話（さらに九州産交便における2代目車両においては一時期全国のバス事業者でも珍しい車内公衆FAXも装備していた）などの設備や、ジュースの無料サービスなどもあった。

## ユウヅル号・レッツ号

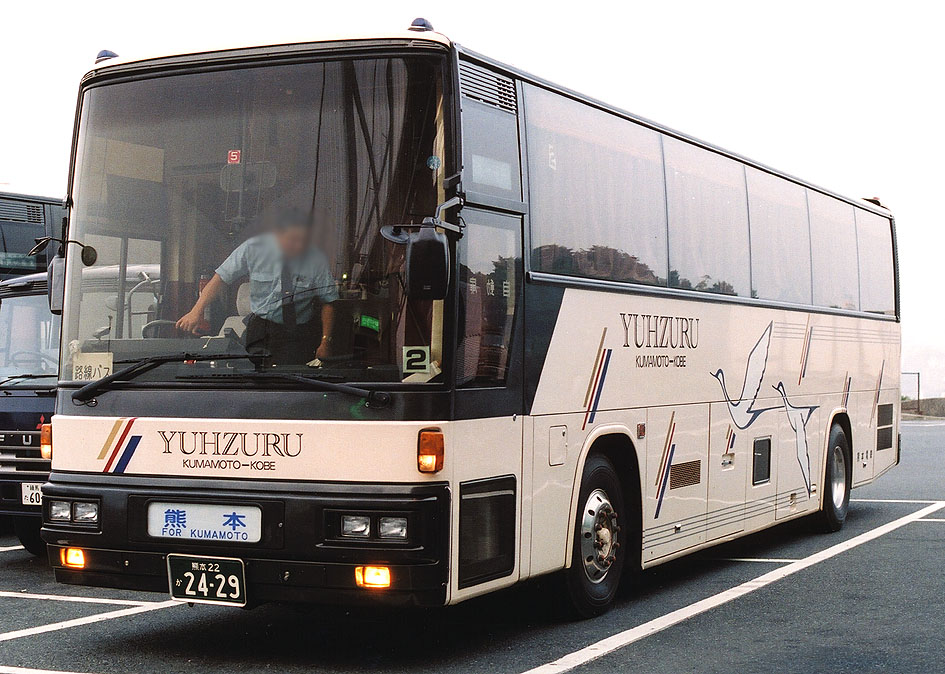
高速バス「ユウヅル号」
（熊本電気鉄道）

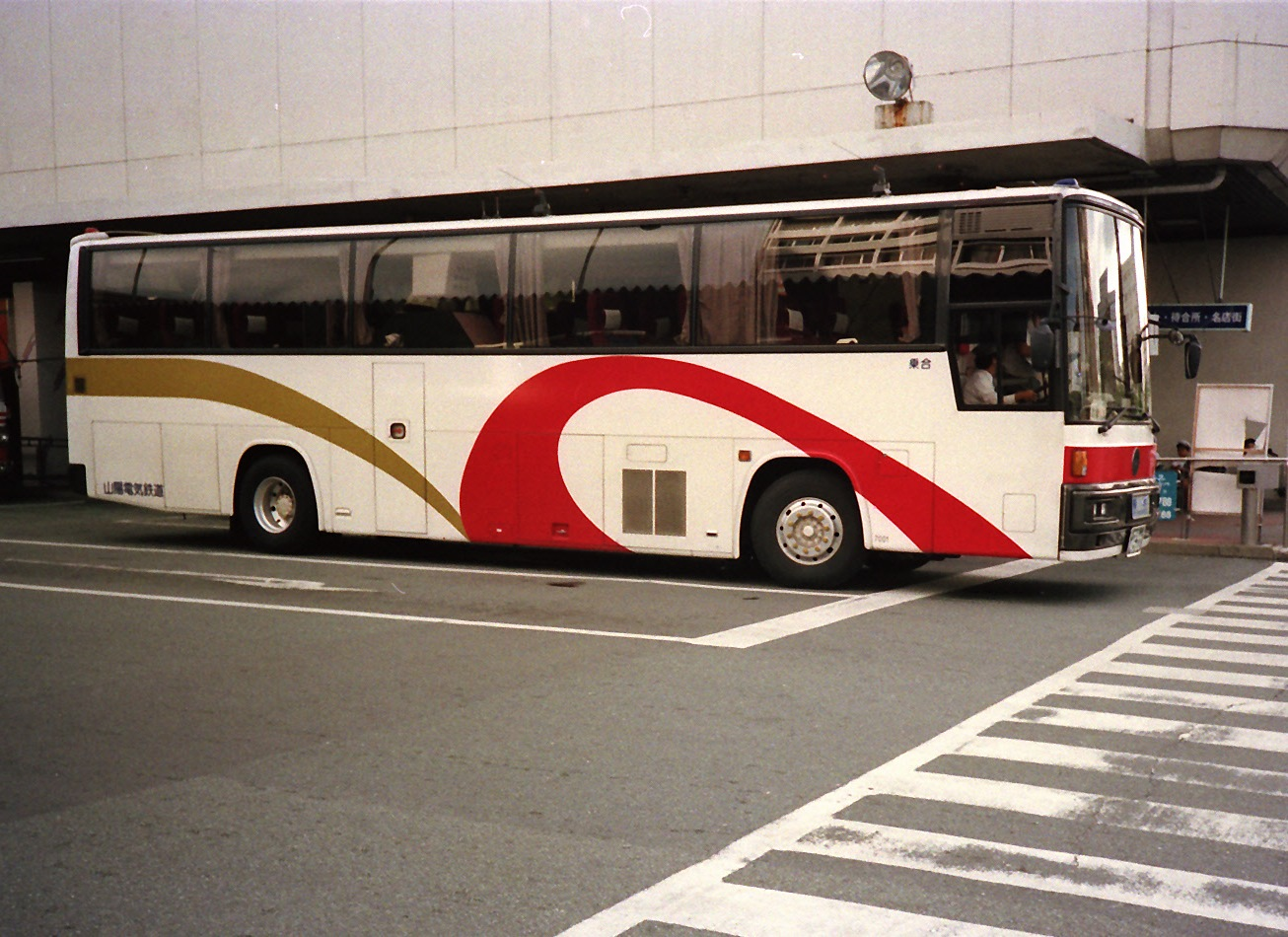
高速バス「レッツ号」
（山陽電鉄バス（当時））

沿革にもあるように、1990年の高速バス開設ラッシュ時において熊本電気鉄道が熊本～神戸線の運行を九州産業交通と同じ日において運行開始した。九州産業交通にとっては、大阪線（サンライズ号）を既に運行開始していたため、本州向け夜間高速バスは今回で2路線目となるが、熊本電気鉄道にとっては初の高速バス路線である。ただ、共同運行会社ならびに運行ルートはそれぞれ異なり、九州産業交通は阪神電気鉄道（当時）と共同運行で熊本～神戸～甲子園～尼崎線（トワイライト神戸号）として、また熊本電気鉄道は山陽電気鉄道（当時）との共同運行で熊本～姫路～神戸線としてそれぞれ違っていた。愛称は熊本電気鉄道は「ユウヅル号」であったが、山陽電気鉄道は同社夜間高速バス共通の総称である「レッツ号」として異なっていた。
運行開始当初はそこそこの利用率を誇ったものの、バブル崩壊により年々利用率は減少傾向に転じ、このためか、2台以上で運行しているのは多客時期のみで、通常期は1台において半分以上空席が目立っていた。
1998年3月末日を以って廃止となった。

### 停車していた停留所
垂水駅 - 神戸三宮 - 学園都市駅 - 姫路駅（南口） - 植木IC - 武蔵ヶ丘 - 松の本 - 熊本県庁前 - 熊本交通センター

### 使用していた車両
- 熊本電気鉄道
  - いすゞ・スーパークルーザー（西工SD-Ⅰ（58MC））
- 山陽電気鉄道
  - いすゞ・スーパークルーザー（西工SD-Ⅰ（58MC）および西工ネオロイヤルSD-Ⅰ（92MC））

### 備考
- この路線の廃止以降、熊本電鉄バスは2007年4月～同年9月末日の期間限定（土・日・祝日のみの運行）路線として福岡 - 山鹿・菊池線の運行を西日本鉄道・九州産交バスとの3社共同にて試行運行が開始され、同社にとっては約9年ぶりの高速バス路線として参入を果たすも、こちらにおいても利用者が予想以上に少なかったためか正式運行には至らず運行期間終了によりそのまま廃止となり、それ以降、同社は高速バスの運行をおこなっていない。